# Urmaterie
Urmaterie oder Urstoff ist ein alter Begriff für einen ungeformten Stoff, aus dem durch den Einfluss von Göttern oder Kräften das Universum entstanden ist. Vorstellungen von einer Urmaterie sind Bestandteil zahlreicher alter Mythen und philosophischer Lehren verschiedener Kulturen weltweit und deshalb oftmals nur unter den entsprechenden alten Namen der damaligen Sprachen bekannt. Zu den bedeutendsten zählen:
- der „amorphe Dampf“ oder die urzeitliche Formlosigkeit Hun Dun in den chinesischen Schöpfungsmythen
- die „Prakriti“ in der indischen Samkhya-Philosophie
- das „Apeiron“ als Grundsubstanz des Weltganzen in der Kosmologie des griechischen Philosophen Anaximander
- die „Vier-Elemente-Lehre“ einiger Vorsokratiker, wonach alles Seiende aus 4 „Essenzen“ bzw. Teilen zusammengesetzt sei
- die „Chora“ in Platons Naturphilosophie dargestellt im Dialog Timaios
- die „Hyle“, „Materia prima“ bzw. das „Hypokeimenon“ in Aristoteles’ Naturphilosophie
- das „Urprinzip Materie“ in der materialistischen Naturlehre des griechischen Philosophen Antiochos von Askalon
- das „materielle Substrat“ in der Metaphysik des jüdischen Philosophen Solomon ibn Gabirol